# (87) Sylvia
(87) Sylvia ist ein Asteroid, der sich im äußeren Bereich des Asteroiden-Hauptgürtels bewegt. Mit einem mittleren Durchmesser von 253 km ist Sylvia der achtgrößte Asteroid des Hauptgürtels.

## Entdeckung und Benennung
Sylvia wurde am 16. Mai 1866 vom britischen Astronomen Norman Robert Pogson am Madras-Observatorium von Chennai in Indien entdeckt. Der Asteroid markiert Pogsons sechste Entdeckung im Asteroidengürtel. Die Entdeckung wurde im Juni 1866 bekanntgegeben. Es handelt sich um den größten Asteroiden den der britische Himmelsforscher entdeckte. 
Der Asteroid wurde nach Rhea Silvia benannt, der Mutter von Romulus und Remus in der römischen Mythologie.
A. Paluzie-Borrell schrieb in Paul Ergets The Names of the Minor Planets (1955) fälschlicherweise, dass der Namen zu Ehren von Sylvie Petiaux-Hugo Flammarion gewählt wurde, der ersten Ehefrau des französischen Astronomen Camille Flammarion. Doch Entdecker Norman Pogson schrieb in seiner Entdeckungsankündigung, dass sich der Name tatsächlich auf die mythologische Figur Rhea Silvia bezieht.
Insgesamt wurde der Asteroid durch mehrere erdbasierte Teleskope beobachtet, insgesamt bisher 2862 Mal innerhalb von 122 Jahren. (Stand Sept. 2017)

## Bahneigenschaften

### Umlaufbahn
Sylvia umkreist die Sonne auf einer prograden, elliptischen Umlaufbahn zwischen 472.500.000 km (3,20 AE) und 569.000.000 km (3,80 AE) Abstand zu deren Zentrum. Die Bahnexzentrizität beträgt 0,093, die Bahn ist um 11° gegenüber der Ekliptik geneigt. Ihre Bahn liegt demnach im äußeren Asteroidengürtel.
Die Umlaufzeit von Sylvia beträgt 6,50 Jahre.

### Rotation
Sylvia rotiert in 5 Stunden und 11 Minuten einmal um ihre Achse. Daraus ergibt sich, dass der Asteroid in einem Sylvia-Jahr 10.983,6 Eigendrehungen („Tage“) vollführt. Die Umlaufgeschwindigkeit am Äquator beträgt 230 km/h.
Beobachtungen der Lichtkurve zeigen eine Ausrichtung von Sylvias Pol in Richtung der ekliptischen Koordinaten {\displaystyle (\beta ,\lambda )=(+62,6^{\circ },72,4^{\circ })} mit nur 0,5° Unsicherheit; daraus ergibt sich eine Achsenneigung von 29,1°; Sylvias Rotation ist demnach wie ihre Umlaufbahn prograd.

## Sylvia-Familie
(87) Sylvia ist die Namensgeberin einer Asteroidenfamilie innerhalb der Cybele-Gruppe mit ähnlichen Bahnelementen und einer überwiegend ähnlichen mineralogischen Zusammensetzung.
Asteroiden der Cybele-Gruppe ziehen jenseits der Hecuba-Lücke mit Bahnhalbachsen zwischen 3,27 und 3,7 AE ihre Bahn. Die Objekte haben Exzentrizitäten von weniger als 0,3, sowie Bahnneigungen von weniger als 25°. Die Mitglieder dieser Gruppe stehen in 7:4-Resonanz zu Jupiter, wodurch ihre Bahn stabilisiert wird. Sie sind wahrscheinlich Fragmente einer vorangegangenen Kollision.

## Physikalische Eigenschaften

### Größe
Die bisherigen Beobachtungen weisen auf einen länglichen, unregelmäßig geformten Körper hin; die genaueste Durchmesserbestimmung (Geometrisches Mittel) liegt bei 253,051 km. Hinsichtlich der genauen Dimensionen liegt der präziseste Wert bei 385 × 262 × 232 km.
Ausgehend von einem mittleren Durchmesser von 253 km ergibt sich eine Oberfläche von etwa 201.000 km2, was knapp der Fläche von Belarus entspricht.
Bestimmungen des Durchmessers für Sylvia
| Jahr | Abmessungen km       | Quelle               |
| ---- | -------------------- | -------------------- |
| 2001 | 260,9                | Tedesco (IRAS) u. a. |
| 2005 | 271 ± 13,3           | Marchis u. a.        |
| 2005 | 289 ± 11             | Marchis u. a.        |
| 2005 | 385 × 265 × 230 ± 10 | Marchis u. a.        |
| 2006 | 348 ± 1 × 217 ± 6    | Marchis u. a.        |
| 2006 | 282                  | Marchis u. a.        |
| 2014 | 253,051 ± 2,953      | Masiero u. a.        |
| 2016 | 385 × 262 × 232      | Yu Jiang u. a.       |

Die präziseste Bestimmung ist fett markiert.

### Innerer Aufbau
Sylvia gehört zu den X-Typ-Asteroiden (nach anderer Einordnung: P) und besitzt daher eine dunkle, kohlenstoffreiche Oberfläche mit einer Albedo von 0,05. Sie ist der größte Asteroid ihres Typs. Die Oberflächenfärbung ist damit dunkler als Kohle. Die ungewöhnlich geringe mittlere Dichte von 1,2 g/cm3 weist darauf hin, dass der Himmelskörper porös und daher ein Rubble Pile, eine lose Ansammlung von Staub und Gesteinen, sein dürfte. Es wird davon ausgegangen, dass die Leerräume möglicherweise 25 % bis hin zu 60 % des Körpers ausmachen, abhängig von seiner genauen Zusammensetzung; doch ist die Mineralogie bei X-Typ-Asteroiden noch nicht hinlänglich bekannt, um dies genauer zu bestimmen.
Die Masse von Sylvia ließ sich bislang auf 1,48 ∙ 1019 kg berechnen. Die absolute Helligkeit wird mit 6,94 mag angegeben.
Die mittlere Oberflächentemperatur beträgt rund 151 K (−122 °C) und kann mittags bis auf maximal 223 K (−50 °C) ansteigen.

## Das Sylvia-Dreifachsystem

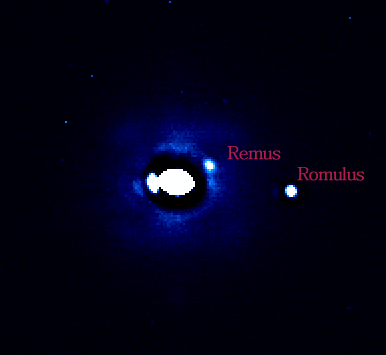
Sylvia und ihre Monde

Am 23. Februar 2001 entdeckte man am Keck-Observatorium mit Hilfe von adaptiver Optik einen ersten Begleiter bei Sylvia. Der zunächst als S/2001 (87) 1 bezeichnete Mond hat einen Durchmesser von 10,8 km und umkreist Sylvia in einem Abstand von 1.354 km in 3,65 Tagen.
Durch weitere Beobachtungen mit dem Very Large Telescope im Jahr 2004 konnte noch ein weiterer Begleiter gefunden werden, der die Bezeichnung S/2004 (87) 1 erhielt. Dieser umläuft Sylvia innerhalb der Bahn des äußeren Mondes und ist 10,6 km groß; er bewegt sich im Abstand von 702 km in 33 Stunden um den Asteroiden.
Beide Objekte umkreisen den Asteroiden in gleichförmigen Abständen auf beinah kreisförmigen (Exzentrizitäten unter 0,01) und annähernd äquatorialen (Bahnneigung unter 2°) Orbits. Als passende Namen für die beiden Trabanten wurden 2005 die Namen Romulus und Remus von der Internationalen Astronomischen Union (IAU) festgelegt.
Sylvia ist der erste Asteroid, bei dem zwei Monde nachgewiesen werden konnten. Inzwischen sind weitere Asteroiden mit zwei Monden bekannt. Es wird mittlerweile davon ausgegangen, dass Mehrfachsysteme im Sonnensystem keine Seltenheit darstellen.
| Komponenten        | Physikalische Parameter | Physikalische Parameter | Physikalische Parameter | Bahnparameter        | Bahnparameter  | Bahnparameter | Bahnparameter                  | Entdeckung       | Entdeckung             |
| Name               | Durch- messer (km)      | Relativ- größe %        | Masse (kg)              | Große Halbachse (km) | Umlaufzeit (d) | Exzentrizität | Inklination zu Sylvias Äquator | Datum Entdeckung | Datum Veröffentlichung |
| ------------------ | ----------------------- | ----------------------- | ----------------------- | -------------------- | -------------- | ------------- | ------------------------------ | ---------------- | ---------------------- |
| (87) Sylvia        | 253,0                   | 100,00                  | 1,5 · 1019              | —                    | —              | —             | —                              | 16. Mai 1866     | Juni 1866              |
| Remus (Sylvia II)  | 10,6                    | 3,7                     | 7,3 · 1014              | 701,64               | 1,373          | 0,093         | 2,0                            | 9. Aug. 2004     | 10. Aug. 2005          |
| Romulus (Sylvia I) | 10,8                    | 3,8                     | 9,3 · 1014              | 1351,35              | 3,654          | 0,007         | 1,7                            | 18. Feb. 2001    | 23. Feb. 2001          |